# ブッコキシム
ブッコキシム（英: Buccoxime）は、化学式C10H17NOで表されるオキシムの一種。ドイツの香料メーカー・シムライズ社の商標である。

## 用途
フルーティ、ハーバル香の調合香料の変調剤として使用される。